# Peschiera Borromeo
Peschiera Borromeo – miejscowość i gmina we Włoszech, w regionie Lombardia, w prowincji Mediolan.
Według danych na rok 2004 gminę zamieszkiwało 20 129 osób, 875,2 os./km².